# Media Molecule
Media Molecule是一家英国电子游戏开发商，隶属于索尼互动娱乐全球工作室。Media Molecule为PlayStation平台打造过小小大星球系列、撕纸小邮差系列、《梦想大创造》等游戏。

## 历史
2006年1月4日，Media Molecule在英国萨里郡吉尔福德成立。
2008年10月30日，Media Molecule发售了他们的第一款游戏，PlayStation 3独占橫向捲軸遊戲《小小大星球》。游戏发售后颇受好评，在Metacritic取得了95分的综合得分。
2010年3月2日，Media Molecule被索尼电脑娱乐收购。
2013年11月，《撕纸小邮差》发售。
2020年2月，《梦想大创造》发售，玩家可以在其中创造自己的游戏并发布，也可以体验其他玩家创造的梦想。

## 游戏作品
| 游戏名称         | 发售时间 | 发售平台         | 备注 |
| ---------------- | -------- | ---------------- | ---- |
| 小小大星球       | 2006年   | PlayStation 3    |      |
| 小小大星球2      | 2011年   | PlayStation 3    |      |
| 撕纸小邮差       | 2013年   | PlayStation Vita |      |
| 撕纸小邮差：拆封 | 2015年   | PlayStation 4    |      |
| 梦想大创造       | 2020年   | PlayStation 4    |      |

## 資料來源
1. ↑  . Media Molecule.   [2015-05-18]. （原始内容存档于2017-06-12）.